# La finta giardiniera
La finta giardiniera (doslova Nepravá zahradnice nebo Zahradnice jen na oko, v češtině hráno jako Zahradnice z lásky), KWV 196, je komická opera, dramma giocoso, kterou v letech 1774-1775 napsal v necelých devatenácti letech Wolfgang Amadeus Mozart. Premiéra se konala 13. ledna 1775 v Salvatortheater v Mnichově. Autorem italského libreta je pravděpodobně Giuseppe Petrosellini.
V roce 1780 Mozart přepsal svou italskou operu do podoby německého singspielu s názvem Die Gärtnerin aus Liebe (odtud pochází i konvenční český název tohoto díla Zahradnice z lásky). Pro tuto verzi Mozart částečně přepracoval některá hudební čísla a původní recitativy nahradil mluvenou prózou. Mozartova původní italská verze opery byla až do 70. let 20. století známa pouze částečně, neboť z autorovy rukopisné partitury se dochovalo pouze 2. a 3. jednání. 1. jednání sice bylo rekonstruováno podle singspielové verze, ovšem podoba původních recitativů byla neznámá. V 70. letech pak byly objeveny dosud neznámé historické prameny, které umožnily postupně zrekonstruovat původní italskou verzi. Jedním z nejvýznamnějších pramenů je v tomto ohledu opis partitury dochovaný v hudební sbírce na zámku v Náměšti nad Oslavou (dnes je partitura uložena v Moravském muzeu v Brně). Tato partitura posloužila novodobým editorům především jako zdroj k poznání původních italských recitativů. K dalším významným pramenům patří např. fragment partitury nalezený dr. Miladou Jonášovou v roce 2004 v hudební sbírce pražského strahovského kláštera.
Přestože opera La finta giardiniera nebývá řazena mezi vrcholná Mozartova operní díla, představuje v autorově hudebně dramatické tvorbě významný mezník. Mozart v této opeře poprvé vytvořil model, který pak uplatnil ve všech svých pozdějších slavných operách - totiž prolínání komického živlu s vážnými motivy a tématy, míšení prvků komické opery s operou seria. Mozart zde usiluje o individuální hudební charakteristiku postav a invenčně pracuje s instrumentací. La finta giardiniera připomíná pojetím některých postav (Sandrina, Serpetta, Podesta, Belfiore), hudebním zpracováním a celkovou atmosférou mnohé ze zralých oper Únos ze serailu a Così fan tutte.

## Postavy opery
Don Anchise, purkmistr na panství Lagonero (tenor buffo)

Markýza Violante Onesti, vydávající se za zahradnici Sandrinu (lyrický soprán)

Hrabě Belfiore (lyrický tenor)

Arminda, šlechtična (dramatický soprán)

Don Ramiro, rytíř (mezzosoprán)

Serpetta, služka (subretní soprán)

Roberto, Violantnin sluha vydávající se pod jménem Nardo za zahradníka (bas buffo)